# 筑紫車両基地
筑紫車両基地（ちくししゃりょうきち）は福岡県筑紫野市下見にある西日本鉄道の車両基地である。工場を併設しており、天神大牟田線車両の最重要拠点である。

## 概要
西鉄天神大牟田線筑紫駅の南東約1km、本線の東隣（下り側基準で見た場合、本線の左側）に位置している。工場施設および検車施設を含め約93,000m2の面積を持つ西鉄最大の車両基地である。
出入庫線は福岡（天神）側のみに設けられている。線路のすぐ隣に留置線が設けられており、208両の車両収容能力を持つ。留置線を挟んで向かい側に検車施設、さらにその奥に工場施設がある。
最奥部にある工場では、天神大牟田線で使用されるすべての車両の全般検査や要部検査などの各種検査および改造工事、補修工事、事故車修理工事、廃車車両の解体などが実施される。ごくまれに、西鉄以外の熊本電気鉄道など九州の小規模私鉄で使用する車両の改造工事が実施されることがある。
なお西鉄では一部を除き駅構内での車両の増結・解放作業を行っておらず、ラッシュ時間帯と日中時間帯の境目の時間帯においては大半が、いったん車両を入庫させ、基地構内で増結・解放作業を行っている。
新車搬入時は、以前は国鉄（JR九州）鹿児島本線大牟田駅まで甲種輸送された車両を同駅構内で並行する西鉄天神大牟田線に移し変えるという手順がとられていたが、6050形6157編成以降の新車は、門司港で陸揚げされた車両を陸送で筑紫車両基地へ直接搬入し、組み立てられるという手順となっている。

## 歴史
西鉄天神大牟田線の前身にあたる九州鉄道が開通した際には、二日市駅の北側に工場と車両基地が設けられた。しかし輸送力増強などにより手狭になり、拡張が困難であったことから、1987年までに全機能が現在地へ移転された。旧工場と車両基地の跡地は、駐車場などになっている。
- 1924年4月12日 九州鉄道福岡～久留米間開業とともに二日市車庫・工場の使用を開始。
- 1978年 留置線の一部を現在地へ移設（その後、順次移設）。
- 1982年3月15日 検車施設を移設[1]。
- 1987年1月 - 本格稼働を開始し、全機能を移転[2]。